# İstanbul Futbol Ligi 1928/29

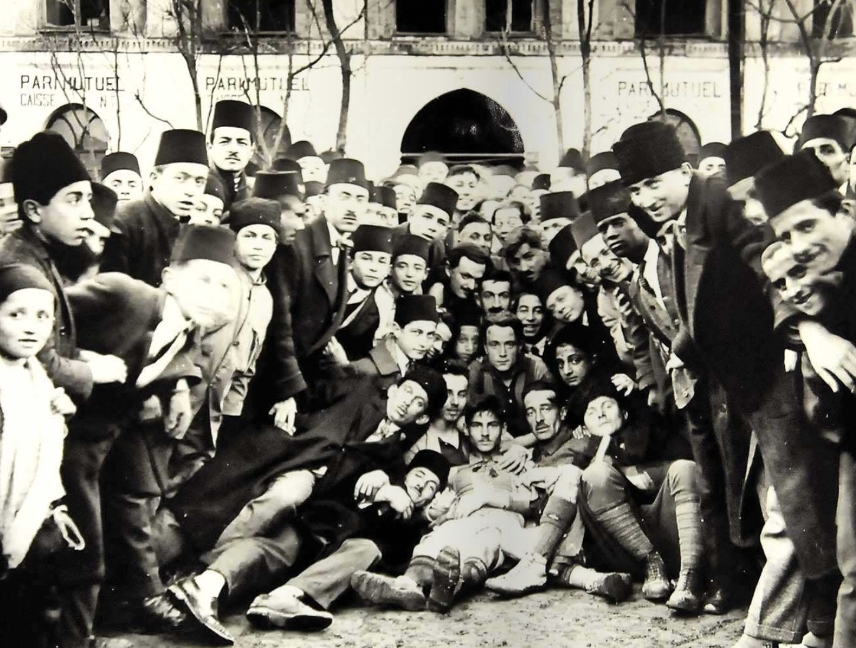
Die Meister der Saison 1928/29: Galatasaray Istanbul.

Die İstanbul Futbol Ligi 1928/29 war die 15. ausgetragene Saison der İstanbul Futbol Ligi. Meister wurde zum achten Mal Galatasaray Istanbul.
Die Saison begann am 21. September 1928 mit der Partie zwischen Vefa Istanbul und Süleymaniye und endete am 31. Mai 1929 zwischen Fenerbahçe Istanbul gegen Vefa Istanbul. Süleymaniye musste als Tabellenletzter gegen den Tabellenersten der 2. İstanbul Futbol Ligi İstanbulspor in die Relegation. Süleymaniye verlor die Relegation und stieg ab.

## Abschlusstabelle
Punktesystem
Sieg: 3 Punkte, Unentschieden: 2 Punkte, Niederlage: ein Punkt
| Pl. | Verein               | Sp. | S | U | N | Tore    | Diff. | Punkte |
| --- | -------------------- | --- | - | - | - | ------- | ----- | ------ |
| 1.  | Galatasaray Istanbul | 10  | 8 | 2 | 0 | 029:110 | +18   | 28     |
| 2.  | Fenerbahçe Istanbul  | 10  | 7 | 0 | 3 | 031:160 | +15   | 24     |
| 3.  | Beşiktaş Istanbul    | 10  | 4 | 3 | 3 | 029:200 | +9    | 21     |
| 4.  | Vefa Istanbul        | 10  | 2 | 4 | 4 | 014:160 | −2    | 18     |
| 5.  | Beykozspor           | 10  | 3 | 1 | 6 | 014:260 | −12   | 17     |
| 6.  | Süleymaniye          | 10  | 1 | 0 | 9 | 010:280 | −18   | 12     |

## Kreuztabelle
Die Kreuztabelle stellt die Ergebnisse aller Spiele dieser Saison dar. Die Heimmannschaft ist in der linken Spalte, die Gastmannschaft in der oberen Zeile aufgelistet.
| 1928/29              | Galatasaray Istanbul | Fenerbahçe Istanbul | Beşiktaş Istanbul | Vefa Istanbul | Beykozspor | SUM |
| -------------------- | -------------------- | ------------------- | ----------------- | ------------- | ---------- | --- |
| Galatasaray Istanbul |                      | 2:0                 | 4:3               | 0:0           | 1:0        | 8:3 |
| Fenerbahçe Istanbul  | 1:2                  |                     | 3:1               | 2:1           | 7:2        | 6:2 |
| Beşiktaş Istanbul    | 1:2                  | 4:2                 |                   | 3:3           | 3:2        | 6:0 |
| Vefa Istanbul        | 1:1                  | 2:3                 | 2:2               |               | 3:0        | 1:0 |
| Beykozspor           | 0:5                  | 0:4                 | 1:1               | 4:1           |            | 2:0 |
| Süleymaniye          | 2:4                  | 0:3                 | 1:5               | 1:0           | 1:3        |     |

## Die Meistermannschaft von Galatasaray Istanbul
| 1. | Galatasaray Istanbul |
|    | - Tor: Ulvi Yenal (1/–); Rasim Atala (8/–) - Abwehr: Mehmet Nazif Gerçin (6/–); Burhan Atak (8/–); Asım Bey (2/–); Vahyi Oktay (2/–) - Mittelfeld: Nihat Bekdik (9/1), Mithat Ertuğ (8/–); Suphi Batur (7/–); Şakir Baruer (1/–); İbrahim Bey (2/–); Muammer Çakınay (1/–) - Angriff: Muslih Peykoğlu (5/3), Mehmet Leblebi (5/–); Ercüment Işıl (2/–); Rebii Erkal (7/3); Kemal Faruki (7/4); Latif Yalınlı (7/5); Kemal Şefik (7/1); Necdet Cici (4/–); Şadi Şadli Alioğlu (–/–); Sacit Haydar (1/–); Rıfat Alper (1/–) - Trainer: Nihat Bekdik |